# Met Gala
Het Met Gala, officieel het Costume Institute Benefit, is een jaarlijks haute couture benefietgala dat wordt gehouden ten behoeve van het Costume Institute van het Metropolitan Museum of Art in het New Yorkse stadsdeel Manhattan. Met de opbrengsten van het evenement wordt de museumcollectie onderhouden en uitgebreid. Het gala vindt plaats op de eerste maandag van mei en markeert de opening van een nieuwe mode-expositie met elk jaar een specifiek thema. Het wordt beschouwd als een van de belangrijkste avonden van het jaar in de mode-industrie. Sinds 1995 – met uitzondering van 1996 en 1998 – ligt de organisatie en coördinatie van het evenement grotendeels bij Vogue hoofdredacteur Anna Wintour.
Het Met Gala is alleen toegankelijk op uitnodiging. De gastenlijst wordt samengesteld door Wintour en haar team en verandert elk jaar. Onder de genodigden bevinden zich beroemdheden en prominente figuren uit diverse sectoren, waaronder mode, film, televisie, theater, muziek, zakenwereld, sport, sociale media en politiek. In 2025 bedraagt de prijs voor een ticket 75.000 dollar, terwijl de tafelprijs voor tien personen begint bij 350.000 dollar. Elk jaar staat het evenement in het teken van het specifieke thema van de tentoonstelling van het Costume Institute, dat de toon zet voor de formele kleding van de avond. Hoewel ze er niet toe verplicht zijn, wordt er van de gasten verwacht dat zij hun outfit afstemmen op het thema van de tentoonstelling, doorgaans in haute couture. In de loop der jaren is het Met Gala uitgegroeid tot een wereldwijd cultureel fenomeen.

## Geschiedenis
Het Met Gala werd in 1948 opgericht door modepublicist Eleanor Lambert als fondsenwerving voor het nieuw opgerichte Costume Institute, ter gelegenheid van de opening van de jaarlijkse tentoonstelling. Het eerste gala vond plaats in de herfst en werd gepromoot als "Het Feest van het Jaar". Het evenement bestond uit een diner en de tickets kostten 50 dollar. De bezoekers waren vrijwel uitsluitend leden van de New York high society en de mode-industrie. Tussen 1948 en 1972 vond het evenement plaats op verschillende plekken in Manhattan, waaronder het Waldorf Astoria, Central Park en de Rainbow Room van het Rockefeller Center.
Diana Vreeland werd in 1972 een adviseur van het Costume Institute. Vanaf dat moment begon het Met Gala zich te ontwikkelen tot een meer glamoureuze en internationale aangelegenheid. Vreeland introduceerde het idee om het evenement te koppelen aan de tentoonstelling van het Costume Institute via een thema. Ook vond het gala onder haar adviseurschap vanaf 1973 plaats in het Metropolitan Museum of Art. Het eerste Met Gala met een thema vond datzelfde jaar plaats en stond in het teken van The World of Balenciaga. Dit thema was ter ere van de modeontwerper Cristóbal Balenciaga, die het jaar daarvoor was overleden. Vreeland speelde een belangrijke rol in het betrekken van beroemdheden bij het evenement, zoals Amerikaanse First Lady Jackie Kennedy Onassis, die van 1977 tot 1978 medevoorzitter was. Steeds meer beroemdheden woonden het evenement bij, waaronder Elizabeth Taylor, Andy Warhol, Bianca Jagger, Diana Ross, Elton John, Liza Minnelli en Cher.
Vanaf 1978 speelde socialite en filantroop Pat Buckley een belangrijke rol bij de organisatie van het Met Gala. Gedurende haar tijd in het benefietcomité hielp ze bij het opstellen van de gastenlijst, het werven van fondsen en het beheren van de financiën. Ze promootte het evenement binnen haar sociale netwerk en versterkte het prestige van het gala. Haar inzet droeg bij aan de transformatie van het Met Gala tot een van de belangrijkste sociale evenementen van het jaar.
In 1995 werd Anna Wintour voor het eerst gevraagd om het Met Gala te organiseren. In 1996 nam toenmalige Harper's Bazaar hoofdredacteur Elizabeth Tilberis deze rol op zich. Dat jaar maakte prinses Diana haar debuut op het gala, gekleed in een marineblauwe slipdress van Dior ontworpen door John Galliano. De jurk kreeg later het imago als één van Diana's zogenoemde "revenge dresses", omdat ze deze droeg in hetzelfde jaar dat ze van Prins Charles scheidde. In 1997 hervatte Wintour het medevoorzitterschap, tot 1998, toen het voorzitterschap werd gedeeld door Miuccia Prada, Paula Cussi en Pia Getty.
Vanaf 1999 nam Anna Wintour definitief het voorzitterschap van het Costume Institute Benefit op zich. Onder Wintour groeide het evenement in omvang; de gastenlijst breidde zich uit en begon beroemdheden uit de film-, sport- en zakenwereld te omvatten. Het Met Gala wordt sindsdien beschouwd als een van de meest glamoureuze en exclusieve sociale evenementen ter wereld. Het is ook een van de grootste fondsenwervende evenementen in New York. In 2014 bracht het gala bijna $12 miljoen op. De opbrengst bleef in de daaropvolgende jaren stijgen, met $13,5 miljoen in 2016, $15 miljoen in 2019, $16,4 miljoen in 2021 en een recordbedrag van $26 miljoen in 2024. Het gala vormt daarmee de belangrijkste bron van inkomsten voor het Costume Institute. Sinds 2005 vindt het gala plaats op de eerste maandag van mei. In 2010 werden muzikale optredens toegevoegd aan het programma, met Lady Gaga als eerste artiest die tijdens het evenement optrad. Sinds 2021 wordt de rode loper live uitgezonden.
Vanaf de oprichting in 1948 heeft het Met Gala vrijwel elk jaar plaatsgevonden, met uitzondering van onder andere 1963, 2000, 2002 en 2020. In 1963 werd het evenement geannuleerd vanwege de moord op John F. Kennedy. In 2000 werd het gala afgelast omdat de bijbehorende tentoonstelling over Coco Chanel werd geannuleerd, grotendeels wegens het overlijden van de toenmalige Costume Institute hoofdcurator Richard Martin. Naar aanleiding van de aanslagen op 11 september 2001, werd er in 2002 geen tentoonstelling van het Costume Institute gepresenteerd en werd het 2002 Met Gala geannuleerd. De reden voor annulering in 2020 was de COVID-19-pandemie. Het gala werd in 2021 hervat op 13 september in plaats van de gebruikelijke maand mei.

## Heden

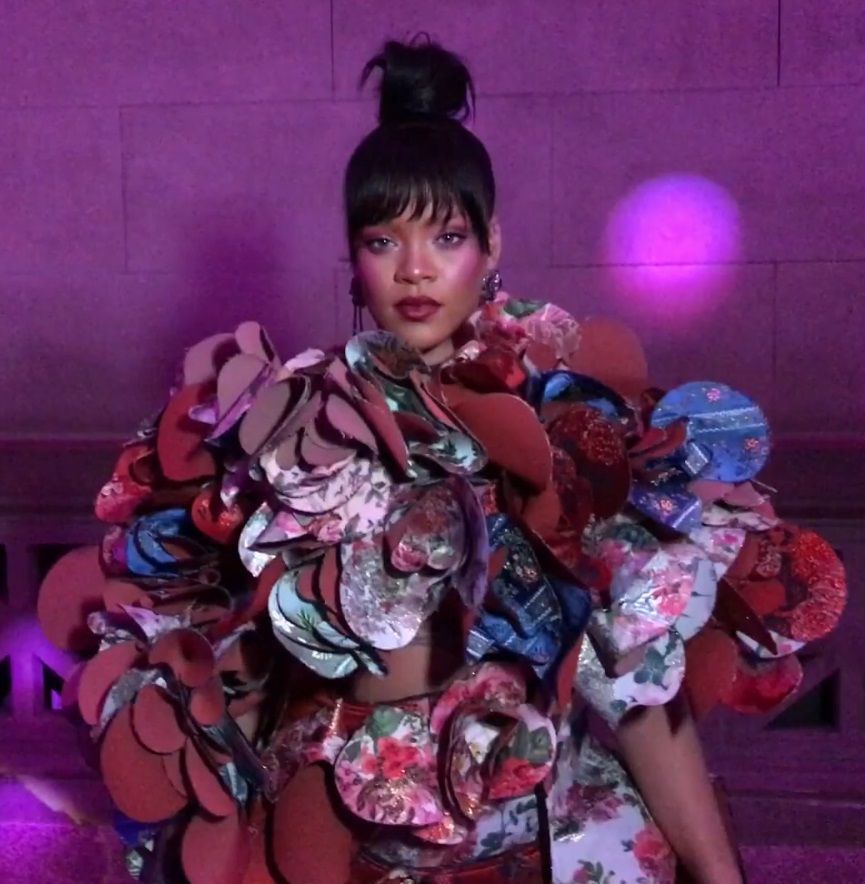
Rihanna op het Met Gala van 2017, in een ontwerp van Comme des Garçons door Rei Kawakubo.

Het Met Gala is uitgegroeid tot een wereldwijd bekend haute couture inzamelingsevenement. Het gala zelf is een zorgvuldig geplande gebeurtenis. De avond begint met een receptie, gevolgd door een formeel diner. Het gastenaantal is vaak rond de 600. Per 2018 moeten gasten 18 jaar of ouder zijn om het evenement bij te wonen, tenzij ze worden vergezeld door een ouder of voogd. Elke gast heeft een vooraf afgesproken aankomsttijd. Tijdens de receptie arriveren de gasten op de rode loper op de trappen van het Metropolitan Museum. De rode loper fungeert als een persmoment; daar worden persfoto's genomen en vinden de interviews plaats. Daarna krijgen de gasten de gelegenheid om de tentoonstelling te bezichtigen. Binnen het Metropolitan Museum is de aanwezigheid van de pers en fotografen zeer beperkt. Na afloop van de receptie, worden de gasten naar hun toegewezen zitplaatsen begeleid voor het diner. Tot slot volgt na het diner doorgaans een muzikaal optreden, waarbij de gasten pas op dat moment te weten komen welke artiest zal optreden. De exhibitie loopt nog enkele maanden door na afloop van het gala.
Sinds Anna Wintour in 1999 de leiding over het evenement op zich nam, is Vogue nauw betrokken bij de organisatie van het Met Gala. Wintour en haar team hebben controle over verschillende aspecten van het gala, waaronder de samenstelling van de gastenlijst en het benefietcomité, de tafelschikking en de mediaverslaggeving. In sommige gevallen is Wintour ook betrokken bij de kledingkeuze van genodigden. Vogue is daarnaast een van de belangrijkste mediapartners van het Met Gala en brengt jaarlijks uitgebreide verslaggeving uit, inclusief exclusieve interviews, fotoreportages en achtergrondinformatie over het thema en de outfits van de aanwezigen. Ook draagt Vogue bij aan de werving van sponsors en adverteerders.
Naast de selectieve samenstelling van de gastenlijst, is de exclusiviteit van het evenement onder leiding van Wintour verder vergroot door de gestegen ticketprijzen. In de jaren 1970 en 1980 kostte een ticket minder dan $1.000. Tegen 1998 was de prijs gestegen tot $2.000 en drie jaar later tot $3.500. In de daaropvolgende jaren bleef de prijs toenemen: in 2023 lag de prijs voor een ticket rond de $50.000 en in 2024 steeg dit naar $75.000. Beroemdheden kopen doorgaans niet zelf hun Met Gala ticket. In plaats daarvan worden zij veelal uitgenodigd als gasten van modehuizen of ontwerpers die een tafel hebben aangeschaft. Wanneer een beroemdheid als gast van een ontwerper aanwezig is, wordt diegene meestal gekleed in dat merk en verschijnen ze samen op de rode loper.
Sinds 2015 geldt er tijdens het Met Gala een verbod op het gebruik van mobiele telefoons voor fotografie en sociale media. Desondanks wordt de regel niet altijd strikt nageleefd; sommige aanwezigen maken alsnog foto's of selfies tijdens het evenement, met name in informelere settings zoals de toiletruimtes.

## Thema
Het Met Gala staat elk jaar in het teken van een specifiek thema dat aansluit bij de tentoonstelling van het Costume Institute van het Metropolitan Museum of Art. Het thema wordt gekozen door Andrew Bolton, de huidige hoofdcurator van het Costume Institute. Dit thema dient als inspiratiebron voor de kledingkeuze van de gasten en wordt maanden van tevoren aangekondigd. Het galathema wijkt soms af van de naam van de tentoonstelling. Zo werd de tentoonstelling van 2024, getiteld Sleeping Beauties: Reawakening Fashion, gedistilleerd tot het kledingvoorschrift The Garden of Time. Op die manier kregen de genodigden van het gala een concretere aanwijzing voor hoe ze het thema moesten interpreteren.
Hoewel de thema's vanaf 1973 werden geïntroduceerd, was het voor lange tijd gebruikelijk voor gasten om hun kledingkeuze hier niet op aan te passen. Het Met Gala van 2004 wordt gezien als een keerpunt, waarbij outfits meer expliciet werden geïnspireerd door het thema. In het bijzonder speelde model en actrice Amber Valletta hier een rol in. Dat jaar droeg ze een outfit die elementen van punkrock en de 18e-eeuwse Marie Antoinette look combineerde. De outfit bestond onder andere uit een korset van Maggie Norris Couture en een rok van John Galliano, compleet met een 18e-eeuwse haardracht.